# 屈布雅克
屈布雅克（法語：Cubjac，法語發音：[kybʒak]）是法国多尔多涅省的一个旧市镇，位于该省中东部偏北，原属佩里格区。2017年1月1日，屈布雅克和相邻的另外2个市镇合并为新市镇屈布雅克-欧韦泽尔-瓦勒当斯（Cubjac-Auvézère-Val d'Ans），屈布雅克为政府驻地，改属农特龙区。

## 地理
屈布雅克（45°13'21"N, 0°56'21"E）面积20.62 平方千米，位于法国新阿基坦大区多爾多涅省，该省份为法国西南部内陆省份，是法國本土面积第三大的省，大致对应佩里戈尔地区，北起顺时针与夏朗德省、上维埃纳省、科雷兹省、洛特省、洛特-加龙省、吉倫特省和滨海夏朗德省接壤。
与屈布雅克接壤的市镇（或旧市镇、城区）包括：拉布瓦西耶尔当斯。
屈布雅克的时区为UTC+01:00、UTC+02:00（夏令时）。

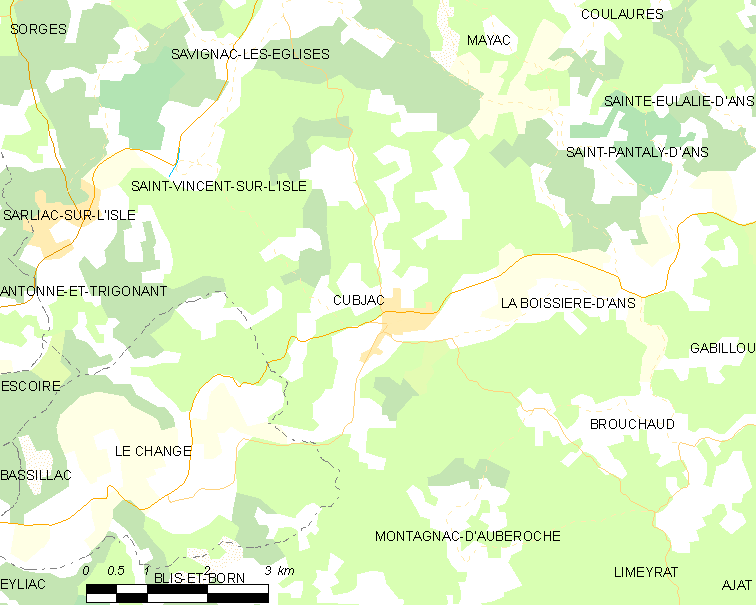
屈布雅克的OSM定位图

## 行政
屈布雅克的邮政编码为24640，INSEE市镇编码为24147。

## 政治
屈布雅克所属的省级选区为伊勒-卢-欧韦泽尔县。

## 人口

1962-2008年间屈布雅克人口变化图示

屈布雅克于2018年1月1日时的人口数量为722人。